# Галуут
Галуут (монг. Галуут) сомон в Баянхонгорському аймаці Монголії. Територія 5,047 тис. км²., населення 5,3 тис. чол.. Центр — селище Баянхошуу розташовано на відстані 705 км від Улан-Батора, 86 км від Баянхонгора. Школа, лікарня, торгово-культурні центри.

## Клімат
Клімат різкоконтинентальний

## Рельєф
Гори хребет Доной (3312 м), хребет Ухегд Хойд, гора Цохіот, згаслі вулкани. Річки Цагаан, Ульзийт, озера Баян, Олгой.

## Корисні копалини
Родовища золота

## Тваринний світ
Водяться вовки, сніжні барси, лисиці, козулі, бабаки.